# 佐々木泰綱
佐々木 泰綱（ささき やすつな）は、鎌倉時代中期の武将・御家人。近江国守護。六角氏の祖ともいわれており、六角泰綱ともいわれる。

## 略歴
建保元年（1213年）、近江源氏佐々木氏の佐々木信綱と川崎為重の娘のあいだの三男として誕生。
元仁元年（1224年）、鎌倉幕府に出仕して検非違使、左衛門尉、壱岐守に任じられた。文暦元年（1234年）、父の隠居により近江佐々木荘の領地を始め、六角東洞院にある京都屋敷を譲られ、家督を相続して近江守護となった。
ところが仁治3年（1242年）に父が死去すると、寛元元年（1243年）にかつて父から廃嫡された長兄の重綱が領地の配分をめぐって幕府に訴えを起こした。この訴えで泰綱は重綱に近江国内にある所領の一部を没収され、重綱に譲り渡されることとなる。ただし、家督に関しては泰綱の系統がそのまま相続することが認められた。
宝治元年（1247年）、宝治合戦では、北条方につくも何らかの混乱があった模様で嫡男の経泰を廃嫡している。なお、経泰は夢窓疎石の祖父とされる。
後に家督を子の頼綱に譲って隠居し、出家して生西と号した。建治2年（1276年）5月17日に死去。